# Inklings

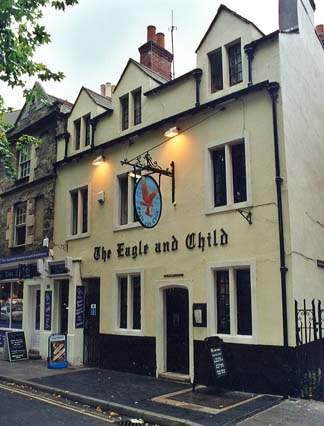
Il pub Eagle and Child (soprannominato anche "Bird and the Baby" dagli amici di Tolkien) a Oxford. Qui gli Inklings si incontravano tutti i martedì sera.

Gli Inklings sono stati un gruppo di discussione letteraria presso l'Università di Oxford, in Inghilterra. I suoi membri, in gran parte docenti dell'Università, includevano John Ronald Reuel Tolkien, Clive Staples Lewis, Owen Barfield, Charles Williams, Adam Fox, Hugo Dyson, Robert Havard, Neville Coghill, Charles Leslie Wrenn, Roger Lancelyn Green, James Dundas-Grant, John Wain, R.B. McCallum, Gervase Mathew, C.E. Stevens, J.A.W. Bennett, Lord David Cecil, Christopher Tolkien (il figlio di J. R. R. Tolkien), e Warren "Warnie" Lewis (il fratello maggiore di C. S. Lewis). Si riunirono durante il periodo tra gli anni trenta e cinquanta.
In Italia, gli Inklings sono noti quasi esclusivamente per la presenza nel gruppo di John Ronald Reuel Tolkien e di Clive Staples Lewis, al di fuori dell'accademia celebri come autori rispettivamente de Lo Hobbit, Il Signore degli Anelli e degli altri scritti ambientati nella Terra di Mezzo il primo, e de Le Cronache di Narnia il secondo, tutte opere fondamentali della letteratura fantasy.
Lo stesso Tolkien, nel 1967, offrì una breve spiegazione del nome Inklings, così come una breve storia degli altri sodalizi di cui faceva parte (di fatto, gli Inklings non furono l'unica esperienza associativa di Tolkien). In questa voce si riassume la storia delle principali società e club che il professore oxoniense riuscì a creare, gli amici che ne presero parte e soprattutto i legami che saldamente si crearono.

## Le prime esperienze associative di Tolkien: dalla Società del Dibattito al TCBS
Le prime esperienze associative organizzate Tolkien le ebbe a scuola. La sua prima partecipazione ad un “gruppo” risale al 1909, il periodo dell'incontro con la sua futura moglie Edith Bratt, della frequenza alla King Edward's School sulla New Street a Birmingham e del mancato ottenimento della sperata borsa di studio ad Oxford. In istituto era molto attiva, soprattutto tra gli studenti più anziani, la Società del Dibattito.
La seconda esperienza di Tolkien - questa molto più coinvolgente, almeno emotivamente - fu sempre alla King Edward's. Edith si era trasferita da poco a Cheltenham, a casa di Mr. C. H. Jessop, a Tolkien fu vietato (da Padre Francis, suo tutore) persino di scriverle dopo che questi aveva scoperto la loro innocente relazione (in principio solo amicizia). Alla King la biblioteca scolastica era gestita dagli studenti anziani chiamati “Bibliotecari”, tra questi c'era Tolkien che, nel 1911, diede vita assieme a Christpher Wiseman, R. Q. Gilson, figlio del preside e altri quattro amici, al Tea Club che poi cambiò denominazione e divenne la Barrovian Society.

## Gli Inklings

### Come ne parla lo stesso Tolkien
Dopo questo breve preludio sull'attività associativa di Tolkien, passiamo a descrivere il gruppo che accompagnò John Ronald fino alla fine dei suoi giorni: gli Inklings. Per farlo ci avvarremo delle lettere dello stesso Tolkien indirizzate a figli e amici. È lo stesso Tolkien, che spiega il perché della nascita e del nome in una lettera dell'11 settembre 1967. La lettera fu pubblicata (apparentemente senza permesso, con l'indirizzo di Tolkien e il suo numero di telefono in cima) sul libro di White The Image of Man in C.S. Lewis (1969).
Tange-Lean dimostrò di avere ragione. Il club morì subito; nel libro non entrò nulla: ma C.S.L. ed io restammo. Il nome venne poi trasferito (da C.S.L.) a quella cerchia mobile e variabile di amici che si raccoglieva intorno a C.S.L. e si riuniva nel suo appartamento al Magdalen. Benché fosse nostra abitudine leggere ad alta voce composizioni di vario genere (e lunghezza!), questa associazione e questa abitudine sarebbero comunque nate in quel periodo, sia che fosse esistito il club precedente o meno. C.S.L. aveva una vera passione per ascoltare le cose lette ad alta voce, una capacità di memoria per le cose ricevute in quel modo, e inoltre una facilità nella critica estemporanea, caratteristiche che (specialmente quest'ultima) nessuno dei suoi amici condivideva.
Ho definito il nome uno “scherzo”, perché era una trovata gradevolmente ingegnosa a suo modo, che faceva pensare a persone con vaghe idee e inclinazioni abbozzate e che pasticciavano con l'inchiostro. Potrebbe essere stato suggerito a C.S.L. da Tange-Lean (se studiava con lui); ma non l'ho mai sentito affermare di essere stato lui ad inventare il nome. Inklings è usato, per lo meno in questo paese, molto comunemente nel senso che Lei cita dagli scritti di C.S.L. (ricordo che quando ero studente ci fu, per poco tempo, un club di studenti chiamato “Discus”, che suggeriva un tavolo rotondo da conferenze, e “discuss” era un club in cui si discuteva).
Con i migliori auguri, Sinceramente Suo. J. R. R. Tolkien.»

### Il precedente dei Kolbitar
Il gruppo dunque prese vita agli inizi degli anni Trenta – si sa solo che nel 1933 Tangye Lean lasciò il College per una carriera da giornalista televisivo e quindi fu probabilmente in questa data che risale “l'appropriazione” di Lewis. Tolkien comunque, prima di far parte del sodalizio del Magdalen College, aveva creato un gruppo, formato da soli docenti universitari, chiamato Kolbitar (o Coalbiters). Il gruppo era formato dallo stesso Tolkien, da John Bryson, Gorge Gordon (preside del Magdalen), Nevill Coghill (dell'Exter)C. T. Onions e C. S. Lewis. Scopo degli incontri: la lettura di saghe islandesi (il nome, infatti, proveniva dalla tradizione islandese).

### Dai Kolbitar agli Inklings
Dopo aver esaurito lo scopo dei Coalbiters, “si tuffò” negli Inklings e nelle riunioni organizzate da Lewis nella sua camera al Magadalen.
Ma chi erano i partecipanti alle riunioni? I più illustri furono senza dubbio: lo stesso Tolkien, Charles Walter Stansby Williams, Clive Staples Lewis, Adam Fox e Christopher Tolkien. 
Gli incontri erano fissati per il giovedì, nella camera di Lewis e il martedì a pranzo "all'Eagle and Child", chiamato anche "The Bird and Baby" per via dell'insegna che raffigurava il piccolo Ganimede rapito dall'Aquila di Giove. Tolkien amava chiamare gli Inklings il nostro circolo letterario di poeti di mestiere, ed amava scrivere i resoconti di tali incontri, nei quali venivano letti i lavori di ognuno. Ricordiamo che i primi ad ascoltare i passi de Lo Hobbit e Il Signore degli Anelli, furono proprio i membri di quel sodalizio, come testimoniano le diverse lettere a noi giunte (e intendo quelle sinora conosciute e pubblicate) perché inviate al proprio figlio in guerra. La prima lettera, datata 31 maggio 1944, è indirizzata al figlio Christopher; in questa Tolkien racconta dell'incontro avuto con gli altri Inklings e del tema della riunione la lettura di un capitolo del libro di Warnie Lewis sull'epoca di Luigi XIV (a me è sembrato molto buono); e di alcuni stralci da Who Goes Home? di C.S.L. oltre allo stato di avanzamento del Signore degli Anelli.

### Letteratura e filosofia
In un'altra lettera, datata 23-25 settembre 1944 e sempre indirizzata al figlio Chris, Tolkien sviluppa temi a lui cari: Libertà e Dio. Racconta della riunione con gli Inklings, tenuta il giovedì e di una passeggiata con Williams “come in tempo di pace”. Lui scrive: ho fatto un pezzo di strada con C.W. ; intanto la nostra conversazione è scivolata sulla difficoltà di scoprire quali fattori comuni, se ce ne sono, esistono nelle nozioni associate a quella di libertà, com'è intesa oggi. Riferendosi alla propaganda di guerra che ne ha abusato (del termine libertà n.d.c.) da farle perdere qualsiasi valore razionale e farla diventare soltanto un'emozione per scaldare gli animi.  Le riunioni agli Inklings erano anche motivo di scontro verbale sugli scritti di alcuni membri, come dimostra una lettera di Tolkien a Lewis del 1948, nella quale si addolora per delle parole poco gradite dette ad una riunione degli Inklings su uno scritto letto dall'amico Lewis.

### Riunioni conviviali
Oltre alle riunioni e alle letture vi erano anche delle cene, come scrisse Tolkien il 10 febbraio del 1952 al figlio maggiore John fattosi sacerdote cattolico.
Egli scrive: abbiamo avuto una “festa al prosciutto” con C.S. Lewis giovedì (un prosciutto americano del dottor Firor dell'Università Johns Hopkins), ed è stato un po' come tornare ai vecchi tempi: discussioni tranquille e razionali (dato che Hugo non era stato invitato!). C.S.L. aveva invitato Wrenn, ed è stato bene, perché gli ha fatto piacere ed è stato molto gradevole: un buon passo dal suo distoglimento dalla politica (accademica).

### Gli Inklings erano qualcosa di più di un club letterario
Questi brevi passi che fanno riferimento agli Inklings mostrano come il sodalizio fosse più di un semplice club di letterati. Lì muovevano i primi passi dei libri, forse i più famosi di quel periodo letterario, se non del '900 (come Il Signore degli Anelli). Spesso si veniva influenzati dai commenti degli altri membri, spesso ci riscontrava su temi come la fede e la libertà (ricordiamo lo scambio di battute tra Tolkien e Lewis sulla fede in Dio).

## Qualcosa rimane degli Inklings: la Mythopoeic Society
Le tracce degli Inklings arrivano sino ai nostri giorni. La Mythopoeic Society è un'associazione internazionale fondata nel 1967, il primo presidente onorario fu lo stesso Tolkien. L'associazione è finalizzata allo studio e discussione della letteratura fantastica, specialmente nelle opere di Tolkien, Lewis e Charles Williams (i tre membri più famosi degli Inkilings). La partecipazione all'associazione è aperta agli studiosi, agli scrittori e ai semplici lettori di questo genere di letteratura. L'associazione promuove tre periodici: Mythprint è un mensile di recensioni, articoli e alte notizie di interesse per i membri dell'associazione; Mythlore è un giornale che pubblica articoli di studio sul mitico e sul fantastico; Mythic Circle è un periodico annuale con poesie originali e brevi saggi. Ogni estate l'associazione organizza la Annual Mythopoeic Conference.